# Кордерень
Кордерень, Кордерені (рум. Cordăreni) — село у повіті Ботошані в Румунії. Входить до складу комуни Кордерень.
Село розташоване на відстані 398 км на північ від Бухареста, 28 км на північ від Ботошань, 120 км на північний захід від Ясс.

## Населення
За даними перепису населення 2002 року у селі проживали 1579 осіб, усі — румуни. Усі жителі села рідною мовою назвали румунську.